# Душата на човека
Душата на човека и нейната способност за добро и зло (на английски: The Heart of Man, its genius for good and evil) е книга от 1964 г. на немския психоаналитик Ерих Фром. Оригиналното заглавие се превежда като „Сърцето на човека“. На български език е издадена за първи път през 2000 г. от издателство Кибеа. В тази книга авторът за първи път разглежда детайлно некрофилията, превърнала се по-късно в обект на по-сериозно изследване в „Анатомия на човешката деструктивност“. За некрофилния характер Фром казва: „Аз разглеждам некрофилния характер като злокачествана форма на онази характерова структура, „доброкачествената“ форма на която е описаният от Фройд „анален характер“." Също така авторът разглежда три ориентации, които в крайната си злокачествена форма образуват „синдром на упадъка“: некрофилия, нарцисизъм и симбиотична привързаност (към майката и нейните еквиваленти като земята, кръвта, държавата). За синдрома на упадъка Фром казва: Този синдром е квинтесенцията на злото; и същевременно, той е най-тежката патология, в която се коренят ужасната разрушителност и безчовечността".

## Издания на книгата
- Ерих Фром, Душата на човека, изд. Кибеа, 2000, ISBN 954-474-191-7
- Ерих Фром, Сърцето на човека, изд. Захарий Стоянов, 2013, ISBN 978-954-09-0812-0